# Hjorteds landskommun
Hjorteds landskommun var en tidigare kommun i Kalmar län.

## Administrativ historik
Den 1 januari 1863 började kommunalförordningarna gälla och då inrättades cirka 2 500 kommuner (städer, köpingar och landskommuner), tillsammans täckande hela landets yta.
I Hjorteds socken i Södra Tjusts härad i Småland inrättades då denna kommun.
Hjorted påverkades inte av den landsomfattande kommunreformen 1952, medan 1971 års kommunreform medförde att området från det året kom att ingå i Västerviks kommun.
Kommunkoden 1952-1970 var 0808.

### Kyrklig tillhörighet
I kyrkligt hänseende tillhörde kommunen Hjorteds församling.

## Geografi
Hjorteds landskommun omfattade den 1 januari 1952 en areal av 306,56 km², varav 282,04 km² land.

### Tätorter i kommunen 1960
| Tätort     | Folkmängd |
| ---------- | --------- |
| Hjorted    | 383       |
| Totebo     | 330       |
| Blankaholm | 212       |

Tätortsgraden i kommunen var den 1 november 1960 34,5 procent.

## Politik

### Mandatfördelning i valen 1938–1966
| 2 | 13 | 7 |  | 2 |

| 25 |

| 14 | 8 |  | 2 |

| 25 |

| 3 | 11 | 8 |  | 2 |

| 25 |

| 2 | 12 | 8 |  | 2 |

| 25 |

| 13 | 2 | 6 | 2 | 2 |

| 25 |

| 14 | 8 |  | 2 |

| 24 |

| 14 | 8 |  | 2 |

| 23 |

| 12 | 2 | 8 |  | 2 |

| 24 |